# Parafia św. Mikołaja Biskupa w Zemborzynie
Parafia św. Mikołaja Biskupa w Zemborzynie – jedna z 10 parafii dekanatu lipskiego diecezji radomskiej.

## Historia
- Zemborzyn w połowie XV w. stanowił własność królewską. Pierwotny kościół drewniany pw. św. Mikołaja był wzniesiony i uposażony około 1343. z fundacji Dominika Jawen, wojskiego ziemi lubelskiej. Parafia została erygowana około 1348 przez biskupa krakowskiego Bodzantę. W 1613. Zemborzyn, zarządzeniem biskupa krakowskiego Piotra Tylickiego, stał się filią parafii Tarłów. Kolejny drewniany kościół powstał w 1778 zbudowany staraniem ks. Ludwika Zbrożka. W 1877 był gruntownie odnowiony i rozbudowany staraniem parafian i ks. Feliksa Horodyskiego. Obecna świątynia, według projektu arch. Stefana Wąsa i Leona Kruszewskiego, była budowana w latach 1919 - 1924 staraniem ks. Jana Słowikowskiego i ks. Stanisława Knapika. Konsekrował ją w 1930 bp. Paweł Kubicki. Jest budowlą jednonawową, wzniesioną z białego kamienia.

## Proboszczowie
- 1945 - 1956 - ks. Stanisław Wróbel
- 1956 - 1958 - ks. Władysław Prząda
- 1958 - 1963 - ks. Jerzy Felikszewski
- 1963 - 1967 - ks. Jan Rzuczkowski
- 1967 - 1973 - ks. Eugeniusz Orżanowski
- 1973 - 1977 - ks. Stanisław Skiba
- 1977 - 1980 - ks. Andrzej Sasin
- 1980 - 1986 - ks. Wiesław Murzyn
- 1987 - 1989 - ks. Marian Grobelski
- 1989 - 1990 - ks. Marian Warzycki
- 1990 - 1996 - ks. Marian Strzałkowski
- 1996 - 2004 - ks. Jan Wiktor
- 2004 - 2008 - ks. Krzysztof Mazur
- 2008 - 2014 - ks. Dariusz Czajkowski
- 2014 - 2016 - ks. Robert Szewczyk
- 2016 - 2019 - ks. Andrzej Niewczas
- 2019 - nadal - ks. Paweł Wesołowski

## Terytorium
- Do parafii należą: Janów, Zemborzyn-Kolonia, Zemborzyn Kościelny, Żabno[1].